# Перрийя Буатё, Иван
Иван Перрийя Буатё (фр. Ivan Perrillat Boiteux, род. 28 декабря 1985, Annecy) — французский лыжник, бронзовый призёр Олимпийских игр в Сочи (2014) в лыжных гонках.